# Archivolt

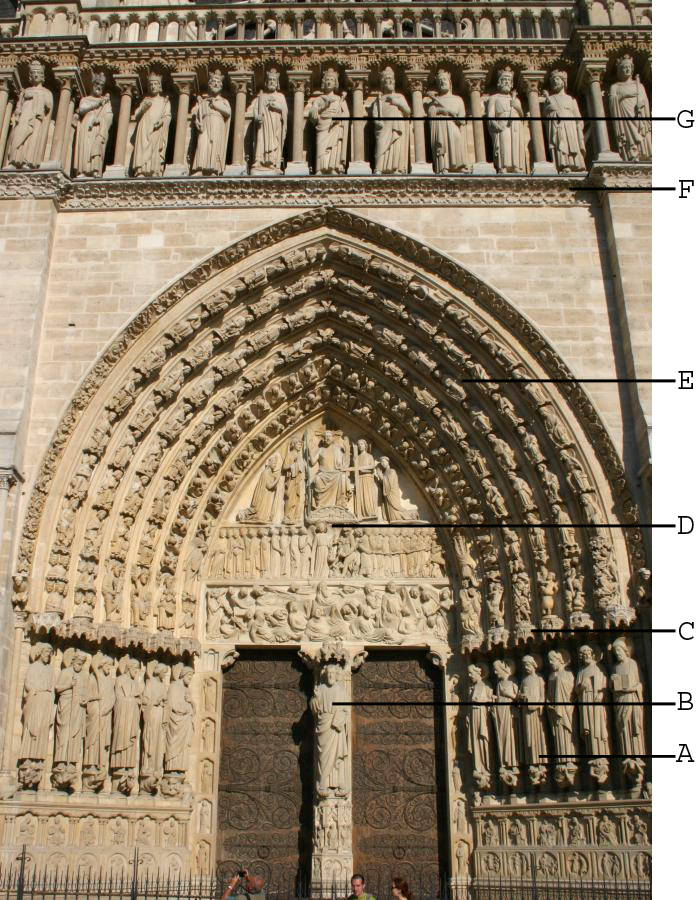
Onderdelen van het hoofdportaal bij de Notre-Dame van Parijs:
A: Wangfiguren
B: Verdeelpijler waartegen een beeld is aangebracht
C: Kapiteel
D: Timpaan
E: Archivolt
F: Fries
G: Zuilengalerij

Een archivolt of archivolte is een geprofileerde versiering langs een arcadeboog. Men vindt archivolten onder andere aan kerkingangen. In de latere gotiek springt met het portaal ook de archivolt naar voren. Vorm en versiering variëren met de stijlperiode.
De archivolt is niet de boog zelf, maar de versiering daarop.

## Verschillende archivolten

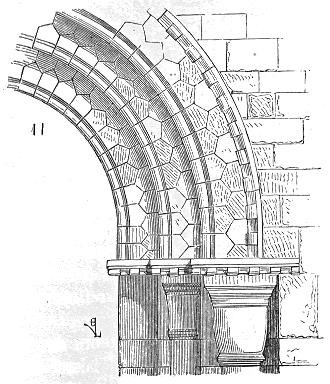
Saint-Étienne kerk in Nevers
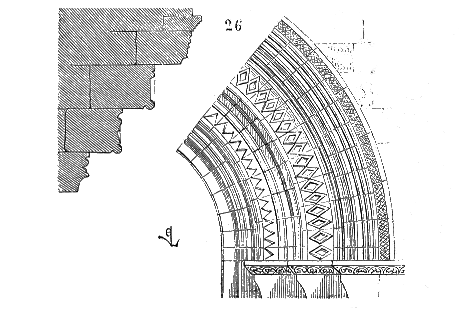
Kerk in Loupiac
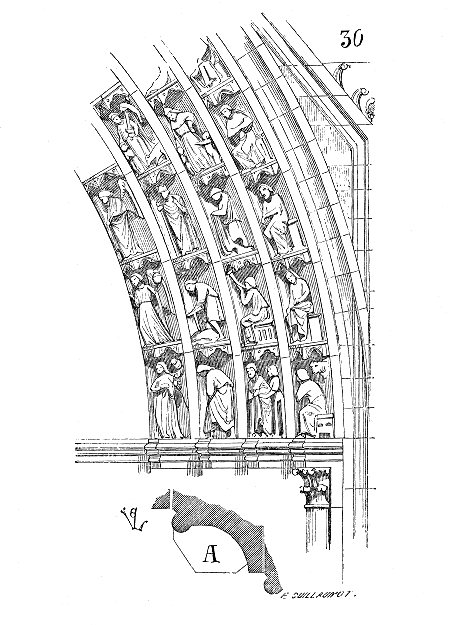
Kathedraal van Amiens
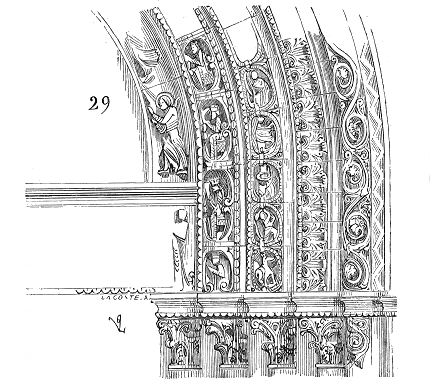
Kerk van Avallon